# Geiselhöring
Geiselhöring är en stad i Landkreis Straubing-Bogen i Regierungsbezirk Niederbayern i förbundslandet Bayern i Tyskland.